# Reticuloglobigerina
Reticuloglobigerina es un género de foraminífero planctónico considerado como nomen nudum e invalidado, y posteriormente sustituido por Favusella de la Familia Favusellidae, de la superfamilia Rotaliporoidea, del suborden Globigerinina y del orden Globigerinida. Su especie tipo era Globigerina washitensis. Su rango cronoestratigráfico abarcaba el Cretácico superior.

## Descripción
Su descripción coincide con la del género Favusella, ya que, aunque Reticuloglobigerina fue considerado nomen nudum, incluía especies, como su especie tipo, que han sido posteriormente agrupadas en Favusella.

## Discusión
Clasificaciones posteriores incluirían Reticuloglobigerina en la superfamilia Favuselloidea. Al utilizar la misma especie tipo, algunos autores llegaron a la conclusión de que el nombre Reticuloglobigerina Reiss, 1963, tenía prioridad al de  Favusella Michael, 1973. Sin embargo, Reticuloglobigerina no fue originalmente descrito de forma completa, por lo que fue finalmente considerado nomen nudum y su nombre invalidado según el Art. 15 del ICZN). Además, el género Reticuloglobigerina fue inicialmente introducido como un nombre informal, por lo que esta primera propuesta tuvo que ser también considerada como nomen nudum e invalidada según los Art. 11 y 16 del ICZN.

## Clasificación
Reticuloglobigerina incluía a la siguiente especie:
- Reticuloglobigerina washitensis †